# Diadocis
Diadocis is een geslacht van vlinders van de familie uilen (Noctuidae), uit de onderfamilie Hadeninae.

## Soorten
- D. longimacula Saalmüller, 1891
- D. remyi (Viette, 1954)
- D. sarodrano Viette, 1982